# Andraš Horvat
Andraš Horvat (mađ.:Horváth András) (Dolnja Pulja, prije 1744. – poslije 1789.) hrvatski učitelj u Mađarskoj.
Rođen je u Gradišću, u Dolnjoj Pulji (danas Frakanava) u blizini granice s Mađarskom. Godine 1774. radio je u slovenskom mjestu Gornjem Seniku, u vrijeme kada je u mjestu živio i pisac Jožef Košič.
Napisao je katoličku prekomursku pjesmaricu, s 258 pjesama, 1780. godine.
Nakon 1789. godine više ne stanuje u Gornjem Seniku.